# Dissotis elliotii
Dissotis elliotii es una especie de planta fanerógama  pertenecientes a la familia Melastomataceae. Es originaria del África tropical.

## Propiedades
Es una hierba o subarbusto que alcanza los 2 m de altura y tiene flores rojas o azul-púrpura. Sus hojas son utilizadas como febrífugas.

## Taxonomía
Dissotis elliotii fue descrita por Joseph Dalton Hooker  y publicado en Bot. Mag. 129: t. 7896. 1903
Etimología
Dissotis: nombre genérico que deriva de las palabras griegas: dissos, lo que significa "doble". Esto se refiere a los dos tipos de anteras que es una característica de este género.
elliotii: epíteto otorgado en honor del botánico Stephen Elliott.
Sinonimia
- Dissotis thollonii var. elliotii (Gilg) Jacq.-Fél. (1983)
- Dissotis floribunda A. Chev. (1920)[5]